# Molophilus alatostylus
Molophilus alatostylus là một loài ruồi trong họ Limoniidae. Chúng phân bố ở miền Australasia.